# Championnat de France de football 1938-1939
Navigation
Division 1 1937-1938 Championnat de guerre 1939-1940
Le championnat de France de football 1938-1939 est la septième édition du Championnat professionnel en France, et la dernière avant la seconde Guerre mondiale. Le FC Sète remporte cette septième édition, succédant ainsi au FC Sochaux-Montbéliard.
En raison de la guerre, les relégations ne sont pas prises en compte à l'issue de cette saison : les 14 équipes qui ne cessent pas leur activité après la mobilisation générale peuvent prendre part à l'édition 1939-40.

## Clubs participants
| \| FC Antibes AS Cannes SC Fives Le Havre AC RC Lens Olympique lillois Olympique de Marseille FC Metz RC Paris Excelsior AC Roubaix RC Roubaix FC Rouen AS Saint-Étienne FC Sète FC Sochaux RC Strasbourg \| Localisation des clubs engagés dans le championnat. |
| FC Antibes AS Cannes SC Fives Le Havre AC RC Lens Olympique lillois Olympique de Marseille FC Metz RC Paris Excelsior AC Roubaix RC Roubaix FC Rouen AS Saint-Étienne FC Sète FC Sochaux RC Strasbourg                                                           |

| Club                   | En D1 depuis | Participation |
| ---------------------- | ------------ | ------------- |
| FC Antibes             | 1932         | 7             |
| AS Cannes              | 1932         | 7             |
| SC Fives               | 1932         | 7             |
| Le Havre AC            | 1938         | 1 ère         |
| RC Lens                | 1937         | 2             |
| Olympique lillois      | 1932         | 7             |
| Olympique de Marseille | 1932         | 7             |
| FC Metz                | 1935         | 5             |
| RC Paris               | 1932         | 7             |
| Excelsior AC Roubaix   | 1932         | 7             |
| RC Roubaix             | 1936         | 3             |
| FC Rouen               | 1936         | 3             |
| AS Saint-Étienne       | 1938         | 1 ère         |
| FC Sète                | 1932         | 7             |
| FC Sochaux             | 1932         | 7             |
| RC Strasbourg          | 1934         | 5             |

## Compétition

### Résultats
| Résultats (▼dom., ►ext.)                                   | FCA | ASC | SCF | HAC | RCL | OL  | OM  | FCM | RCP | EACR | RCR | FCR | ASSE | FCS | FCSM | RCS |
| FC Antibes                                                 |     | 0-0 | 0-3 | 1-0 | 1-0 | 0-3 | 2-2 | 1-1 | 1-1 | 3-0  | 1-0 | 0-0 | 0-4  | 0-2 | 0-0  | 1-1 |
| AS Cannes                                                  | 3-0 |     | 1-5 | 3-2 | 2-1 | 1-2 | 2-4 | 2-1 | 1-2 | 2-1  | 4-1 | 2-0 | 1-2  | 3-2 | 0-0  | 1-1 |
| SC Fives                                                   | 4-1 | 3-1 |     | 7-3 | 0-4 | 3-1 | 0-0 | 1-1 | 0-1 | 4-2  | 1-3 | 1-0 | 3-2  | 1-3 | 2-4  | 2-0 |
| Le Havre AC                                                | 2-0 | 3-0 | 0-0 |     | 2-2 | 1-0 | 2-0 | 0-3 | 2-1 | 1-3  | 5-2 | 1-1 | 2-4  | 2-1 | 2-1  | 2-1 |
| RC Lens                                                    | 1-1 | 6-2 | 1-0 | 4-2 |     | 3-1 | 2-3 | 2-1 | 1-1 | 2-2  | 3-1 | 0-2 | 1-0  | 1-2 | 2-2  | 1-1 |
| Olympique lillois                                          | 2-0 | 0-0 | 1-2 | 1-0 | 2-0 |     | 0-1 | 3-2 | 0-2 | 4-3  | 2-1 | 5-3 | 3-1  | 1-0 | 2-0  | 0-1 |
| Olympique de Marseille                                     | 5-2 | 0-1 | 2-0 | 0-2 | 2-0 | 2-0 |     | 5-1 | 5-2 | 4-2  | 6-0 | 1-0 | 3-1  | 1-1 | 1-0  | 1-0 |
| FC Metz                                                    | 6-0 | 2-1 | 1-3 | 2-1 | 1-1 | 0-1 | 5-1 |     | 3-0 | 1-1  | 1-0 | 2-2 | 1-0  | 0-2 | 0-3  | 2-1 |
| RC Paris                                                   | 3-0 | 5-1 | 2-2 | 3-0 | 1-0 | 2-2 | 1-1 | 3-2 |     | 3-1  | 1-1 | 3-0 | 1-1  | 3-0 | 6-1  | 3-2 |
| Excelsior AC Roubaix                                       | 0-2 | 3-5 | 3-1 | 3-3 | 0-1 | 1-1 | 1-2 | 3-1 | 6-2 |      | 4-2 | 1-1 | 1-0  | 2-3 | 3-2  | 6-1 |
| RC Roubaix                                                 | 2-2 | 1-1 | 3-3 | 1-1 | 1-5 | 0-0 | 1-0 | 1-2 | 0-3 | 1-1  |     | 1-2 | 2-2  | 1-0 | 1-4  | 2-0 |
| FC Rouen                                                   | 0-1 | 2-1 | 2-3 | 1-4 | 3-0 | 0-0 | 1-2 | 2-2 | 3-1 | 2-2  | 0-0 |     | 0-2  | 0-1 | 1-0  | 1-1 |
| AS Saint-Étienne                                           | 1-0 | 2-0 | 2-0 | 0-0 | 1-1 | 2-0 | 1-0 | 0-1 | 0-1 | 2-2  | 5-0 | 2-1 |      | 3-1 | 2-1  | 0-0 |
| FC Sète                                                    | 4-0 | 3-0 | 2-0 | 3-2 | 2-2 | 2-2 | 1-2 | 6-3 | 5-0 | 4-2  | 3-1 | 2-0 | 2-1  |     | 2-1  | 2-0 |
| FC Sochaux                                                 | 2-0 | 7-3 | 5-2 | 8-0 | 0-2 | 4-1 | 2-0 | 0-1 | 1-0 | 8-0  | 3-1 | 2-0 | 1-2  | 1-1 |      | 2-0 |
| RC Strasbourg                                              | 2-1 | 1-3 | 3-1 | 3-1 | 3-2 | 1-2 | 1-0 | 0-0 | 1-1 | 3-1  | 2-0 | 5-1 | 1-1  | 1-3 | 2-0  |     |
| - Victoire à domicile - Match nul - Victoire à l'extérieur |     |     |     |     |     |     |     |     |     |      |     |     |      |     |      |     |

### Classement final
| Rang | Équipe                 | Pts | J  | G  | N | P  | Bp | Bc | GA    |
| ---- | ---------------------- | --- | -- | -- | - | -- | -- | -- | ----- |
| 1    | FC Sète                | 42  | 30 | 19 | 4 | 7  | 65 | 36 | 1,806 |
| 2    | Olympique de Marseille | 40  | 30 | 18 | 4 | 8  | 56 | 34 | 1,647 |
| 3    | RC Paris C             | 38  | 30 | 15 | 8 | 7  | 58 | 43 | 1,349 |
| 4    | AS Saint-Étienne P     | 35  | 30 | 14 | 7 | 9  | 46 | 30 | 1,533 |
| 5    | Olympique lillois      | 34  | 30 | 14 | 6 | 10 | 42 | 38 | 1,105 |
| 6    | FC Sochaux T           | 32  | 30 | 14 | 4 | 12 | 65 | 39 | 1,667 |
| 7    | RC Lens                | 31  | 30 | 11 | 9 | 10 | 51 | 42 | 1,214 |
| 8    | FC Metz                | 31  | 30 | 12 | 7 | 11 | 49 | 46 | 1,065 |
| 9    | SC Fives               | 31  | 30 | 13 | 5 | 12 | 57 | 54 | 1,056 |
| 10   | RC Strasbourg          | 28  | 30 | 10 | 8 | 12 | 39 | 43 | 0,907 |
| 11   | Le Havre AC P          | 28  | 30 | 11 | 6 | 13 | 48 | 59 | 0,814 |
| 12   | AS Cannes              | 27  | 30 | 11 | 5 | 14 | 47 | 62 | 0,758 |
| 13   | Excelsior AC Roubaix   | 24  | 30 | 8  | 8 | 14 | 60 | 71 | 0,845 |
| 14   | FC Rouen               | 21  | 30 | 6  | 9 | 15 | 31 | 48 | 0,646 |
| 15   | FC Antibes             | 21  | 30 | 6  | 9 | 15 | 21 | 54 | 0,389 |
| 16   | RC Roubaix             | 17  | 30 | 4  | 9 | 17 | 31 | 67 | 0,463 |

Résultat
- Champion de France 1938-1939
- Vice-champion de France 1938-1939

Relégation
- 15e et 16e : relégation en Division 2

Abréviations
T : Tenant du titre

C : Vainqueur de la Coupe de France 1938-39

P : Promus de Division 2
En cas d'égalité entre deux clubs, le premier critère de départage est la moyenne de buts.

### Tableau d'honneur
| Montent en D1    | Red Star Olympique | Stade rennais UC |
| Descendent en D2 | FC Antibes         | RC Roubaix       |

En raison du début de la Seconde Guerre mondiale en septembre 1939, les promotions et relégations ne sont pas prises en compte à l'issue de la saison.

### Champions de France
Le FC Sète, champion de France, utilise 20 joueurs au cours de la saison (entre parenthèses, le nombre de matchs de championnat et de buts) : Michel Brusseaux (30m, 8b), Charlie Laurent (30m, 1b), Désiré Koranyi (29m, 27b), Pierre Danzelle (29m, 8b), Domènec Balmanya (28m), François Mercier (27m), Roland Schmitt (27m), Roger Pellegrino (25m, 12b), René Franquès (25m), le gardien de but Joseph François (21m), Josep Escolà (17m, 7b), Maurice Charles (7m), Roger Bertrand (6m, gardien de but), Albert Clarenc (6m), Fernand Darmon (6m), Camille Teissonnier (5m, 1b), Kouider Daho (3m), Ahmed Salhi (3m), Roger Simon (3m), Antoine Vassas (3m).
L'entraîneur est Jean Marmiès.

## Statistiques
- Meilleure attaque : FC Sète et FC Sochaux : 65 buts
- Meilleure défense : AS Saint-Étienne : 30 buts
- Plus mauvaise attaque : FC Antibes : 21 buts
- Plus mauvaise défense : Excelsior AC Roubaix : 71 buts

### Meilleurs buteurs
| Place | Joueur                | Nationalité      | Club                   | Buts |
| ----- | --------------------- | ---------------- | ---------------------- | ---- |
| 1er   | Roger Courtois        | France           | FC Sochaux             | 27   |
| -     | Désiré Koranyi        | Hongrie / France | FC Sète                | 27   |
| 3e    | Norbert Van Caeneghem | France           | SC Fives               | 24   |
| 4e    | Henri Hiltl           | Allemagne        | Excelsior AC Roubaix   | 18   |
| 5e    | Emmanuel Aznar        | France           | Olympique de Marseille | 16   |
| -     | Antoine Franceschetti | France           | AS Cannes              | 16   |
| -     | Alessandro Frigerio   | Suisse           | Le Havre AC            | 16   |
| -     | Ignace Tax            | Autriche         | AS Saint-Étienne       | 16   |

## Résumé de la saison
- En pleine crise mondiale qui amène le report de la 5e journée, initialement programmée le dimanche 2 octobre, le Sochalien et international français d'origine suisse Maxime Lehmann déserte en Suisse. Il est radié à vie.
- Après seize journées de Championnat, le FC Antibes a utilisé vingt-cinq attaquants mais n'a marqué que neuf buts.
- À l'Excelsior AC Roubaix depuis 1932, Albert Dhulst n'a jamais manqué un match officiel. À l'issue de cette ultime saison, il a aligné consécutivement 194 matches de Championnat et 25 matches de Coupe de France.
- Le report en fin de saison des 4e et 5e journées en raison de la crise diplomatique internationale propose un sprint final passionnant. Après un début de saison très laborieux (2 nuls, 2 défaites), le Racing est leader du championnat entre le 12 mars (22e journée) et le 10 avril (27e journée). Les deux autres candidats au titre en fin de saison sont le FC Sète et l'Olympique de Marseille. Le lundi 29 mai 1939 se tiennent les deux derniers matchs en retard : Sète-Racing et Strasbourg-Marseille. Les deux clubs sudistes comptent 40 points, le Racing 38. Aux Métairies, Sète écrase le Racing 5-0 avec trois buts en 18 minutes. Dans le même temps, Marseille domine la partie à Strasbourg, mais s'incline 1-0. Sète est sacré champion de France[2].